# A Question of Balance
| 전문가 평가   | 전문가 평가 |
| 평가 점수     | 평가 점수   |
| 출처          | 점수        |
| ------------- | ----------- |
| AllMusic      | [ 1 ]       |
| Rolling Stone | (unrated)   |

《A Question of Balance》는 1970년 8월 7일에 발매된 영국의 록 밴드 무디 블루스의 여섯 번째 스튜디오 음반이다. 이 음반은 그들의 이전의 무성하고 사이키델릭한 사운드를 벗기 위한 시도로, 그 노래들을 콘서트에서 더 잘 연주할 수 있었다. 이 음반은 영국에서 1위, 미국에서 3위에 올랐다.

## 배경
2006년 3월, 이 음반은 SACD 형식으로 리마스터드되었고 6개의 추가 트랙으로 재포장되었다. 2008년, 표준 오디오 CD의 리마스터가 동일한 보너스 트랙과 함께 발행되었다.
《팝매터스》의 비평가 숀 머피는 〈Melancholy Man〉을 역사상 26번째로 최고의 프로그레시브 록 곡으로 평가하면서, 그 절제력을 칭찬하고 "이 밴드가 한 일 중 가장 좋은 일일 수도 있다"고 말했다.

## 곡 목록
| #  | 제목                        | 작사·작곡       | 재생 시간 |
| -- | --------------------------- | --------------- | --------- |
| 1. | 〈Question〉                | 저스틴 헤이워드 | 5:40      |
| 2. | 〈How Is It (We Are Here)〉 | 마이크 핀더     | 2:48      |
| 3. | 〈And the Tide Rushes In〉  | 레이 토머스     | 2:57      |
| 4. | 〈Don't You Feel Small〉    | 그레임 에지     | 2:40      |
| 5. | 〈Tortoise and the Hare〉   | 존 로지         | 3:23      |

| #  | 제목                   | 작사·작곡    | 재생 시간 |
| -- | ---------------------- | ------------ | --------- |
| 1. | 〈It's Up to You〉     | 헤이워드     | 3:11      |
| 2. | 〈Minstrel's Song〉    | 로지         | 4:27      |
| 3. | 〈Dawning is the Day〉 | 헤이워드     | 4:22      |
| 4. | 〈Melancholy Man〉     | 핀더         | 5:49      |
| 5. | 〈The Balance〉        | 에지, 토머스 | 3:33      |

## 인증
| 국가                       | 인증     | 판매량/출하량 |
| -------------------------- | -------- | ------------- |
| 캐나다 (뮤직 캐나다)       | 플래티넘 | 100,000^      |
| 미국 (RIAA)                | 플래티넘 | 1,000,000^    |
| ^출하량을 기반으로 한 인증 |          |               |